# Don Hogan Charles
Don Hogan Charles (9. září 1938 – 15. prosince 2017) byl americký fotograf.

## Život
Narodil se v New Yorku jako Daniel James Charles, později však používal převážně jména Don či Donald. Rovněž používal příjmení obou svých rodičů, Hogan po matce a Charles po otci. V roce 1964 byl zaměstnán deníkem The New York Times. Stal se tak vůbec prvním afroamerickým fotografem, kterého tyto noviny zaměstnaly. Pro The New York Times pracoval až do roku 2007, kdy odešel do důchodu. Fotografoval jak newyorské (převážně harlemské) převážně afroamerické obyvatele, tak i celebrity. Významná je jeho fotografie aktivisty Malcolma X, na níž drží pušku a hledí z okna. Fotografii poprvé zveřejnil magazín Ebony. Jeho dílo je mimo jiné v kolekci newyorského Muzea moderního umění. Zemřel v newyorském East Harlemu ve věku 79 let.